# Mykołajiwśkyj sudnobudiwnyj zawod

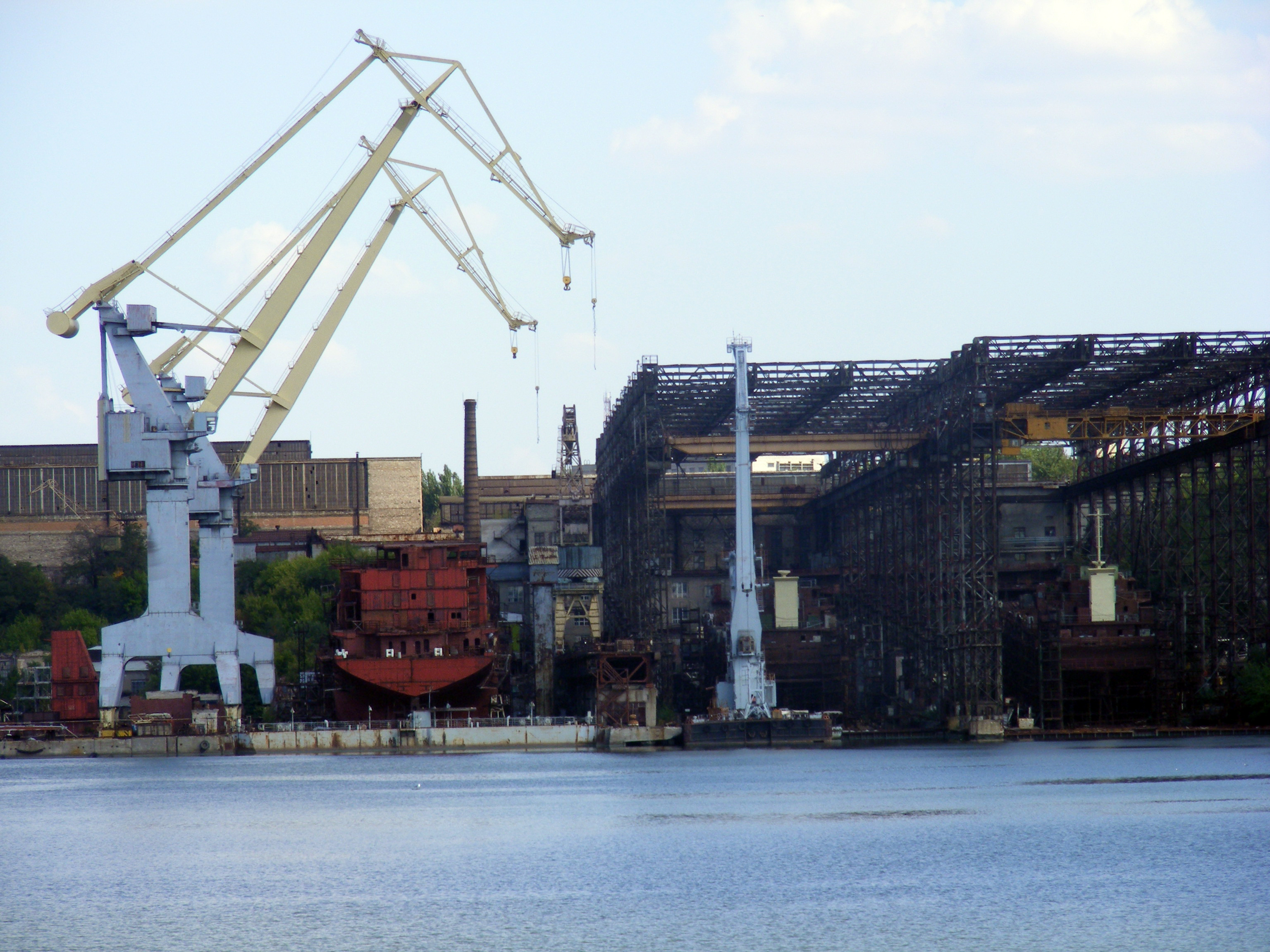
Suchy dok w stoczni

Mykołajiwśkyj sudnobudiwnyj zawod (ukr. Миколаївський суднобудівний завод) – stocznia w Mikołajowie, największa obok Stoczni Czarnomorskiej stocznia ukraińska. Popularnie zwana dziś Stocznią Północną w Mikołajowie, w czasach Związku Radzieckiego znana była jako stocznia nr 200 lub od 1930 roku jako nr 445 imieni 61 kommunara (pol. „Stocznia imienia 61 komunardów” jako hołd dla 61 pracowników stoczni Russud, którzy zostali rozstrzelani przez wojska Denikina w nocy z 19 na 20 listopada 1919 roku w czasie wojny domowej w Rosji).
W ciągu swej historii, stocznia budowała m.in. pancerniki, niszczyciele oraz krążowniki rakietowe typu Sława (1164): Moskwa, Marszał Ustinow, Wariag i nieukończony – Ukrajina.